# Gmina Rosoman
Gmina Rosoman (mac. Општина Росоман) – gmina wiejska w centralnej Macedonii Północnej.
Graniczy z gminami: Negotino od wschodu, Gradsko od północy, Czaszka od zachodu, Kawadarci od południa.
Skład etniczny
- 89,2% – Macedończycy
- 9,9% – Serbowie
- 0,9% – pozostali

W skład gminy wchodzi:
- 10 wsi: Debriszte, Kamen Doł, Krueszwica, Manastirec, Mrzen Oraowec, Palikura, Ribarci, Rosoman, Sirkowo, Trstenik.